# Ulrich Schulze
Ulrich Schulze (* 25. prosince 1947, Ilsenburg) je bývalý východoněmecký fotbalový brankář. Po skončení aktivní kariéry působil jako trenér.

## Fotbalová kariéra
Ve východoněmecké oberlize hrál za 1. FC Lokomotive Leipzig a 1. FC Magdeburg. Nastoupil ve 152 ligových utkáních. S 1. FC Magdeburg získal třikrát mistrovský titul a dvakrát východoněmecký fotbalový pohár. V Poháru mistrů evropských zemí nastoupil v 6 utkáních, v Poháru vítězů poháru nastoupil v 10 utkáních a v Poháru UEFA nastoupil ve 3 utkáních. V roce 1974 vyhrál s 1. FC Magdeburg Pohár vítězů pohárů. Za reprezentaci Východního Německa (NDR) nastoupil v roce 1974 v utkání kvalifikace mistrovství Evropy proti Islandu.

## Ligová bilance
| Ročník          | Zápasy | Góly | Klub                     |
| --------------- | ------ | ---- | ------------------------ |
| I. liga 1966/67 | 2      | 0    | 1. FC Lokomotive Leipzig |
| I. liga 1967/68 | 12     | 0    | 1. FC Magdeburg          |
| I. liga 1968/69 | 3      | 0    | 1. FC Magdeburg          |
| I. liga 1969/70 | 10     | 0    | 1. FC Magdeburg          |
| I. liga 1970/71 | 16     | 04   | 1. FC Magdeburg          |
| I. liga 1971/72 | 21     | 0    | 1. FC Magdeburg          |
| I. liga 1972/73 | 24     | 0    | 1. FC Magdeburg          |
| I. liga 1973/74 | 26     | 0    | 1. FC Magdeburg          |
| I. liga 1974/75 | 26     | 0    | 1. FC Magdeburg          |
| I. liga 1975/76 | 12     | 0    | 1. FC Magdeburg          |
| CELKEM I. liga  | 152    | 0    |                          |